# اوتیس (کشتی‌گیر)
اوتیس (انگلیسی: Otis؛ زادهٔ ۲۱ دسامبر ۱۹۹۱ ‏(۳۳ سال)) کشتی‌گیر، و کشتی‌گیر کشتی حرفه‌ای اهل ایالات متحده آمریکا است.